# L'Imaginarium du docteur Parnassus
Pour plus de détails, voir Fiche technique et Distribution.
L'Imaginarium du docteur Parnassus (The Imaginarium of Doctor Parnassus) est un film franco-canado-britannique réalisé par Terry Gilliam, sorti en 2009.
Le film est une métaphore sur la condition humaine, offrant une multitude d'interprétations, toutes centrées sur la notion de choix, que l'homme est contraint de faire, quelles que soient les circonstances.

## Synopsis
Avec sa troupe de théâtre ambulant restée bloquée dans l'ère des spectacles urbains du XIXe siècle, « L'Imaginarium », l'étrange Docteur Parnassus, ancien moine doué de pouvoirs psychiques, offre au public l'opportunité unique d'entrer dans leur univers d'imaginations et de merveilles en passant à travers un miroir magique. Mais le Dr. Parnassus cache un terrible secret. Mille ans plus tôt, ne résistant pas à son penchant pour le jeu, il parie avec le diable, M. Nick, et gagne l'immortalité. Plus tard, rencontrant enfin l'amour, le Docteur Parnassus traite de nouveau avec le diable et échange son immortalité contre la jeunesse. À une condition : le jour où sa fille aura seize ans, elle deviendra la propriété de M. Nick.
Au début du XXIe siècle, l'Imaginarium est ainsi confronté à une baisse d'intérêt de la part du public : l'humanité contemporaine, ivre de cynisme dans la débauche et la vertu, rejette en bloc le monde fantastique proposé par Parnassus. L'équipe est au point mort : le naïf Anton est amoureux de la fille du docteur, Valentina, qui ne l'aime pas en retour ; le nain Percy ne se lasse pas de remarques sarcastiques. Dans trois jours, elle doit être remise au Diable, terrible échéance que Parnassus noie dans l'alcool. Alors qu'ils s'enfuient sous une averse après une énième représentation ratée, la troupe trouve un jeune homme pendu sous un pont : Il s'agit d'Anthony Sheperd, jeune magnat véreux d'ONG caritatives, accusé de vol par la mafia russe et de trafic d'enfants par la justice. Recueilli, "Tony" était en réalité toujours vivant, l'insertion d'un tube de métal dans sa gorge lui permettant de faire le mort et d'esquiver toute poursuite. Valentina, qui ne rêve que de fuir la caravane oppressante pour fonder une famille stable et idéale, trouve en Tony la masculinité éloquente qu'elle fantasmait, au grand dam d'Anton, mort de jalousie.
Progressivement, Tony devient de plus en plus indispensable à Parnassus, attirant les visiteurs (le plus souvent des femmes) au spectacle et les convaincant de donner généreusement. Parnassus réussit à faire un nouveau pacte avec le Diable : En deux jours, le premier à récupérer cinq âmes aura Valentina. Lorsque Tony monte finalement une version modernisée et ésotérique du spectacle, faisant ses preuves en tant que maître loyal compétent, mais cupide, et offrant à Parnassus quatre âme, il se fait reconnaître par la Mafia russe persuadée de l'avoir éliminé, qui passait dans la rue. Poursuivi de l'autre côté du miroir, où il aperçoit ses rêves de grandeur, le magnat n'échappe pas aux hommes de main, qui finissent par l'attraper et par vouloir le pendre à un arbre mort : Le choix leur est alors proposé entre le bien, incarné par Parnassus (mettre leur violence au service du bien) ou le mal, incarné par le Diable (retourner en enfance) : Choisissant le mal, ils meurent. Anton, venu aider Tony, comprend que celui-ci est un menteur, mensonge symbolisé par ses divers visages quand il entre de l'autre côté du miroir.
Dans une zone industrielle, Valentina apprend la vérité à propos de sa naissance de la bouche de son père, ayant chassé Percy sur un coup de colère, et ce qui l'attend : Horrifiée, déçue des affabulations sans fin et des dissimulations, elle tombe dans les bras de Tony qui force Parnassus à les renvoyer dans le monde imaginaire : Là, ils vivent sous les feux des projecteurs comme de riches entrepreneurs de la charité, tel que Tony l'était avant de tomber en disgrâce. Anton, ayant la preuve de la duplicité de Tony, veut prévenir Valentina grâce à un article de journal dénonçant ses machinations. Sous la forme d'un enfant, il combat le magnat à mains nues, et ce dernier laisse alors voir son visage de parvenu mesquin et avide. Son rêve s'effondre, la foule qui l'acclamait devient sa persécutrice : Valentina, se rendant compte de son aveuglement, demande à Anton de lui pardonner ; ce dernier lui avoue son amour avant de sombrer dans l'abîme. La jeune femme voit alors son vieux père piétiné par la foule en colère, réclamant vengeance : Un infirmier bègue lui laisse croire qu'il est mort. Dévorée par le chagrin, surmontant les mensonges et l'impossibilité de revenir en arrière, Valentina devient adulte et tente de convaincre le Diable de la laisser entrer en enfer, où elle recevra une punition et un vice éternelle : La vie humaine. Le Diable refuse, mais, le trompant, Valentina s'échappe, devenant désormais maîtresse de son destin. Parnassus se laisse convaincre par le Diable que la mort de Tony lui offrira le retour de Valentina : Par un tour de passe-passe, le docteur trompe le magnat, qui finit par se faire pendre par la foule sans qu'il ait eu l'occasion d'insérer son tube salvateur. Réclamant son prix, Parnassus se voit répondre que sa fille est désormais la seule à faire ses choix, errant par le vaste monde. Tombé en déchéance, le docteur est confronté à la terrible condition des choix qu'un homme doit faire. Devenu simple mendiant, il croise la silhouette de sa fille dans une rue, et la suit pour en apprendre plus sur son histoire : Mariée à Anton, mère de famille, elle est devenue une femme élégante et accomplie. Parnassus, rassuré, retrouve Percy, ayant réussi sa vie. Il monte alors avec son ami, pour amuser les enfants, un spectacle de rue de marionnettes figurant l'ancienne équipe, et ce sous le regard tentateur du Diable.

## Fiche technique
Sauf indication contraire, les informations mentionnées dans cette section peuvent être confirmées par la base de données cinématographiques IMDb,  présente dans la section « Liens externes ».
- Titre original anglophone : The Imaginarium of Doctor Parnassus
- Titre français : L'Imaginarium du docteur Parnassus
- Réalisation : Terry Gilliam
- Scénario : Terry Gilliam et Charles McKeown
- Musique : Jeff Danna et Mychael Danna
- Directeur de la photographie : Nicola Pecorini
- Montage : Mick Audsley
- Direction Artistique : Anastasia Masaro
- Production : Samuel Hadida, William Vince, Amy Gilliam, Robert How, Patrice Theroux, David Valleau
- Budget : 30 000 000 $[2]
- Pays d'origine :  France,  Canada,  Royaume-Uni
- Langue originale : anglais
- Genres : fantastique, aventures
- Format : couleur - 1,85:1 - 35 mm
- Dates de sortie : 
  -  Royaume-Uni : 16 octobre 2009
  -  France : 11 novembre 2009
  -  Belgique  : 10 février 2010

## Distribution
- Christopher Plummer (VF : Bernard Dhéran et VQ : Hubert Fielden) : le docteur Parnassus
- Lily Cole (VF : Elsa Kikoïne et VQ : Romy Kraushaar-Hébert) : Valentina, la fille du docteur
- Tom Waits (VF : Michel Vigné et VQ : Guy Nadon) : M. Nick, le diable
- Andrew Garfield (VF : Vincent de Bouard et VQ : Claude Gagnon) : Anton
- Verne Troyer (VF : Emmanuel Curtil et VQ : Hugolin Chevrette) : Percy, le nain
- Heath Ledger (VF : Philippe Valmont et VQ : Frédéric Paquet) : Tony
- Johnny Depp (VF : Bruno Choël et VQ : Gilbert Lachance) : Tony (1re transformation)
- Jude Law (VF : Alexis Victor et VQ : Martin Watier) : Tony (2e transformation)
- Colin Farrell (VF : Boris Rehlinger et VQ : Renaud Paradis) : Tony (3e transformation)
- Peter Stormare : le Président
- Richard Riddel (VQ : Patrice Dubois) : Martin
- Paloma Faith : Sally
- Gwendoline Christie : Cliente chic

## Production

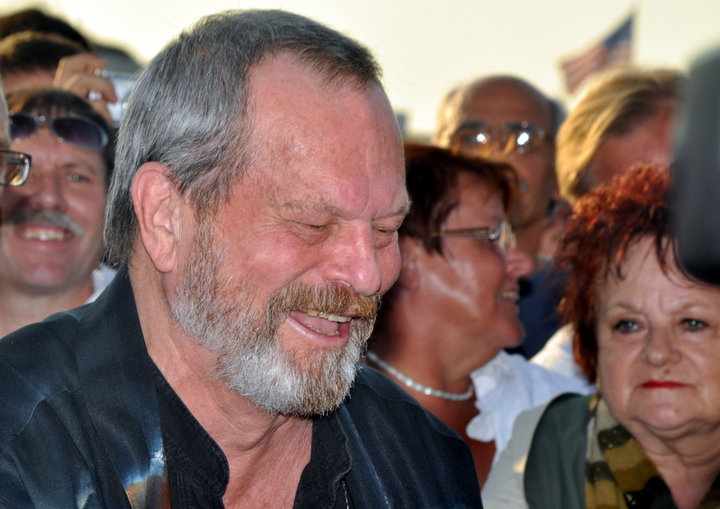
Le réalisateur Terry Gilliam au Festival du Film Américain de Deauville 2010.

Le tournage débute en décembre 2007 par des prises de vue en extérieur, à Londres. Le reste du tournage, les scènes à effets spéciaux notamment, se déroulant de l'autre côté du miroir magique du docteur Parnassus, sont prévues pour être tournées en studio à Vancouver au début de l'année 2008. C'est avant ce tournage à Vancouver, pendant qu'il se repose chez lui à New York, qu'Heath Ledger meurt. À la suite de ce drame, le tournage à Vancouver est repoussé d'un mois, le temps de retoucher le scénario et d'engager trois nouveaux acteurs qui endossent le rôle tenu par Ledger, Tony, qui change ainsi d'apparence à chacun de ses passages de l'autre côté du miroir magique. Ces trois acteurs sont Johnny Depp, Colin Farrell et Jude Law. Les prises de vue s'achèvent en mars 2008. Le montage est achevé en novembre 2008. Le film est annoncé comme entièrement terminé (effets spéciaux inclus) en avril 2009.

## Accueil

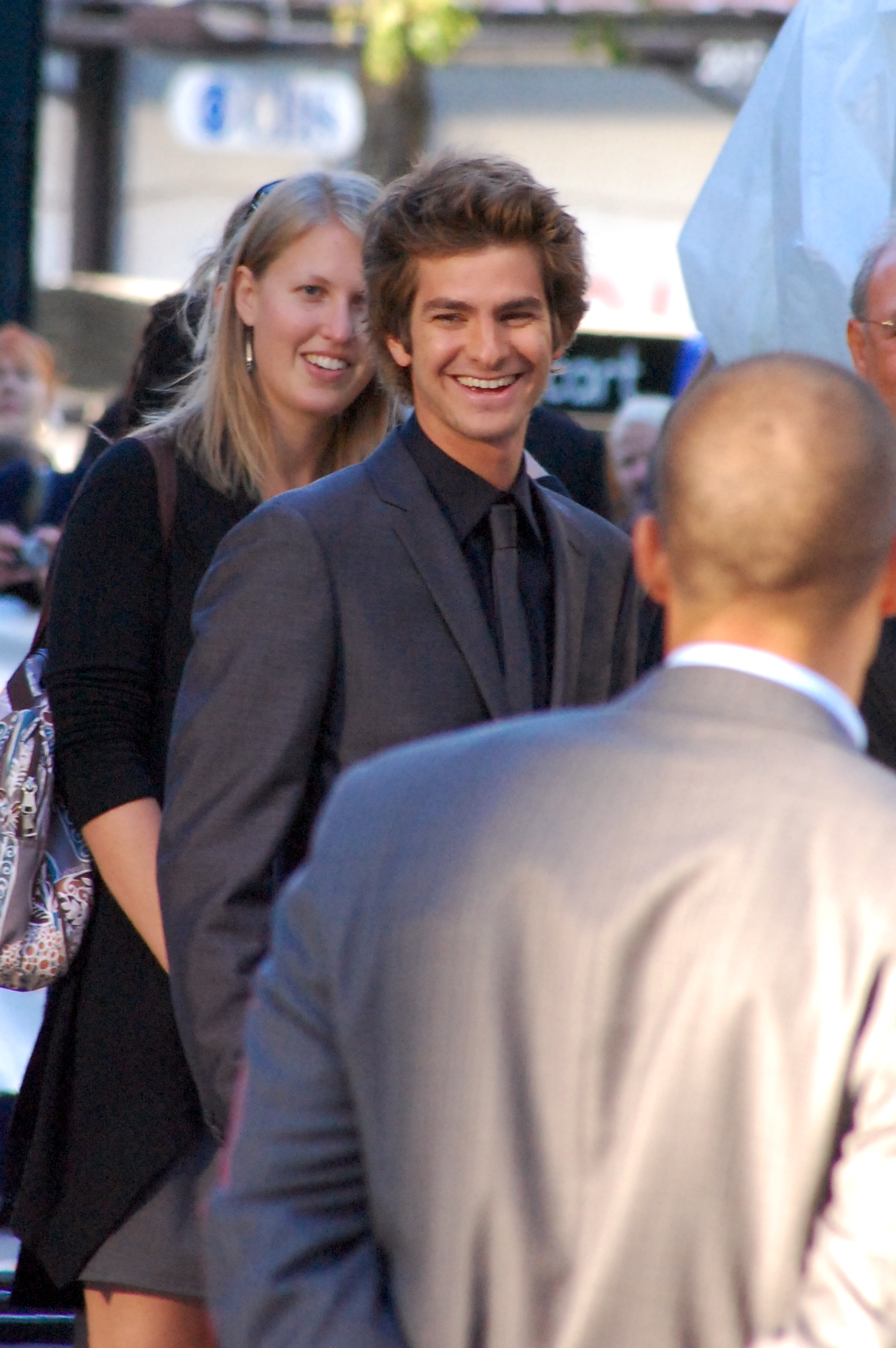
L'acteur Andrew Garfield à la première mondiale du film au TIFF 2009.

Le film a connu un succès commercial modéré, rapportant environ 61 808 000 $ au box-office mondial pour un budget de 30 000 000 $. En France, il a réalisé 535 596 entrées.
Il a reçu un accueil critique plutôt favorable, recueillant 64 % de critiques positives, avec une note moyenne de 6/10 et sur la base de 189 critiques collectées, sur le site agrégateur de critiques Rotten Tomatoes. Sur Metacritic, il obtient un score de 65/100 sur la base de 30 critiques collectées.

## Distinctions

### Récompenses
- Satellite Award des meilleurs costumes en 2010
- Costume Designers Guild 2010 : meilleurs costumes pour un film de fantasy, fantastique ou science-fiction
- Leo Awards 2010 : meilleurs costumes

### Nominations
- Oscar des meilleurs décors et des meilleurs costumes en 2010
- British Academy Film Award des meilleurs décors et des meilleurs maquillages et coiffures en 2010
- Satellite Awards 2010 : meilleurs décors, meilleurs effets visuels et meilleure chanson originale (We are the Children of the World)
- Saturn Award du meilleur film international et du meilleur maquillage en 2010
- Empire Award du meilleur film fantastique ou de science-fiction et du meilleur film britannique en 2010

## Autour du film
- Le film a été présenté hors compétition lors du soixante-deuxième Festival de Cannes, le 22 mai 2009.
- The Imaginarium of Doctor Parnassus est le premier scénario totalement original coécrit par Terry Gilliam depuis celui du film Brazil.
- Amy Gilliam, la fille de Terry Gilliam, officie pour la première fois en tant que productrice sur un film de son père.
- Faire jouer un seul rôle par plusieurs acteurs au sein d'un même film est un procédé qui a été utilisé à diverses reprises au cinéma, notamment par les Monty Python et par la série britannique Doctor Who mais aussi dans Cet obscur objet du désir de Luis Buñuel en 1977 et I'm Not There de Todd Haynes en 2007.
- Alors que le tournage du film est loin d'être terminé (il reste trois semaines de tournage à Vancouver sur du fond bleu), Heath Ledger meurt chez lui, dans le quartier de SoHo, au 421 Broome Street, le 22 janvier 2008, à New York, à l'âge de 28 ans, victime d'une intoxication aiguë due aux effets combinés de six médicaments, dont des antidépresseurs, des analgésiques, et des anxiolytiques.
- En hommage à Heath Ledger, mort en plein milieu du tournage, le traditionnel A Terry Gilliam Film (« Un film de Terry Gilliam ») de la fin a été remplacé par A Film from Heath Ledger and friends (« Un film de Heath Ledger et ses amis »).
- Johnny Depp, Jude Law et Colin Farrell ont reversé l'intégralité de leur salaire à la fille de Heath Ledger[7].